# 神靈狩/GHOST HOUND
《神靈狩/GHOST HOUND》為Production I.G 成立20週年記念而製作的動畫作品。2007年10月18日星期四23:30由WOWOW播出，全22話。現在由漫畫作者朝日奏多於「月刊Comic BLADE」連載中。

## 劇情簡介
故事的主角們生活在一個略帶現代風格的城鎮中，城鎮處在自然氣息濃厚的小島上。在同一個學校三個中學生古森太郎、大神信、中島匡幸都有着自己無法忘記的痛苦經歷。轉學的中島匡幸，有着想改變無聊生活的想法。於是在他的召集下三個本來並不熟悉的人走到了一起，開始了到詛咒的醫院的探險。而這所廢棄的醫院正是傳説中“現世”和“幽世”的交界處，在這裏他們看到了最痛苦的經歷，恐懼之極的他們逃離了醫院，但是逃出醫院的他們發現他們的魂魄與肉體發生了分離。冷靜下來的三人為了取回身體又回到了醫院，再次走出醫院的時候已經是夜晚。在此之後，他們的魂魄可以自由的從“現世”脱離身體出現在“幽世”中。圍繞十一年前太郎姐弟被綁架事件，關係者都被捲入了謎一樣的靈異事件中。隨着劇情發展真相漸漸浮出水面。

## 登場人物
古森太郎（聲：小野賢章）
「希望――這個是夢……。希望能一直睡在夢裡……」
與年長五歲的姐姐·瑞香同為十一年前誘拐事件的被害者。雖然太郎存活下來，但瑞香卻在那時失去了生命。
古老地方釀酒廠家族的兒子，性格沉穩。因為小時候被綁架過造成的心理創傷而被輔導。能靈魂出竅的少年之一。
大神信（聲：保志總一朗）
大神禮拜會教祖·大神姬子的孫子。父親因為太郎的誘拐事件而自殺。母親也離家出走後，大神信終日過著抑鬱的生活。
電吉他是他的愛好。能靈魂出竅的少年之一。
中嶋匡幸（聲：福山潤）
大日本生物產業研究所負責人中島康弘的兒子。
平時總將自己用虛偽的笑臉假面偽裝起來，不願向別人敞開內心。和太郎一樣都有著不願回憶的過去。能靈魂出竅的少年之一。
駒玖珠都（聲：矢島晶子）
龜岩神社·神主的獨生女，小學五年級的學生。
父親原本是在東京某大學從事著民俗學的教育工作，在女兒出生後就回到家鄉繼承了神社，目前已和妻子離婚。
駒玖珠都雖無法前往『 幽世』 ，但卻可以從現世窺視『 幽世 』。年紀雖然比古森太郎、大神信、中島匡幸三人要小，卻有著相當成熟的一面。
駒玖珠孝仁（聲：松本保典）
古森良彌（聲：立木文彥）
古森美樹（聲：玉川紗己子）
瘧師彗（聲：齋賀光希）
平田篤司（聲：藤田圭宣）
鳳麗華（聲：根谷美智子）
星野道男（聲：浅沼晋太郎）
大神姫子（聲：谷育子）
中嶋康弘（聲：大川透）
田邊早苗（聲：日野由利加）
貝原直人（聲：速水獎）

## 用語及設定
Lucid Dream（清醒梦）
意識到自己是在做夢的夢。
E.M.D.R.
針對受到強烈打擊而總是會不自覺地想起此事，從而無法正常休息的患者，一邊讓患者考慮造成自己精神創傷的原因，一邊在患者面前以一定速度移動手指，並讓對方追著手指看的一種療法，由於眼球運動會對腦部造成直接刺激，能夠將大腦本身的心裡處理過程活性化。

## 製作團隊
- 原著：Production I.G、士郎正宗
- 原著協作：
- 監督：中村隆太郎
- 系列構成、劇本：小中千昭
- 人物設定、總作畫監督：岡真里子
- 美術設計：荒井和浩
- 小物設計：植田實
- 神靈設計：鹽谷直義
- 色彩設計：
- 美術監督：小倉宏昌
- 撮影監督：大庭直之
- 3D監督：小林賢次
- 音響監督：鶴岡陽太
- 編集：濱宇津妙子
- 音響製作：樂音舎
- 動畫製作人：川口徹
- 動畫製作：Production I.G
- 製作：『神靈狩/GHOST HOUND』製作委員會（波麗佳音、WOWOW、Production I.G、Showgate、MAG Garden、TYO）

## 主題曲
- 片頭曲

歌：小島麻由美、作詞：小島麻由美、作曲：小島麻由美、編曲：小島麻由美、塚本功
- 片尾曲「Call My Name～～」

歌：Yucca、作詞：藤井響子（tangerine.）、作曲：蒲池愛、編曲：aikamachi+nagie

## 各話列表
| 話數 | 標題                                                     | 腳本       | 分鏡       | 演出       | 作畫監督        |
| ---- | -------------------------------------------------------- | ---------- | ---------- | ---------- | --------------- |
| 1    | Lucid Dream                                              | 小中千昭   | 中村隆太郎 | 中村隆太郎 | 岡真理子        |
| 2    | E.M.D.R. -Eye Movement Desensitization and Reprocessing- | 小中千昭   | 中村隆太郎 | 中村隆太郎 | 石井明治        |
| 3    | Phobia Exposure                                          | 小中千昭   | 岩崎太郎   | 岩崎太郎   | 植田実          |
| 4    | Altered States of Consciousness                          | 小中千昭   | 湖山禎崇   | 松澤建一   | 浜森理宏 植田実 |
| 5    | O.B.E. -Out of Body Experience-                          | 小中千昭   | 湖山禎崇   | 筑紫大介   | 小谷杏子        |
| 6    | Brain Homunculus                                         | 小中千昭   | 山田勝久   | 玉田博     | 澤田譲治        |
| 7    | L.T.P. -Long Term Potentiation-                          | 小中千昭   | 川崎逸朗   | 川崎逸朗   | 中村光宣        |
| 8    | Revolution of Limbic System                              | 小中千昭   | 山田勝久   | 安藤貴史   | 松浦仁美        |
| 9    | Existential Ghosts                                       | 小中千昭   | 岩崎太郎   | 岩崎太郎   | 矢萩利幸        |
| 10   | Affordance/T.F.T. -Thought Field Therapy-                | 小中千昭   | 曙竜倶     | 蔵本穂高   | 澤田譲治        |
| 11   | Syntax Error                                             | 小中千昭   | 筑紫大介   | 筑紫大介   | 植田実          |
| 12   | Homeostasis Synchronization                              | 小中千昭   | 山田勝久   | 玉田博     | 石井明治        |
| 13   | For the Snark was a Boojum, you see.                     | 小中千昭   | 川崎逸朗   | 川崎逸朗   | 小谷杏子        |
| 14   | Emergence Matrix                                         | 小中千昭   | 山田勝久   | 高島大輔   | 松浦仁美        |
| 15   | Toward an Abandoned City                                 | 小中千昭   | 新留俊哉   | 新留俊哉   | 中村光宣        |
| 16   | Hopeful Monster                                          | 小中千昭   | 安藤貴史   | 安藤貴史   | 田畑昭 澤田譲治 |
| 17   | Implicate Order                                          | 小中千昭   | 岩崎太郎   | 岩崎太郎   | 植田実          |
| 18   | Holographic Paradigm                                     | 小中千昭   | 山田勝久   | 蔵本穂高   | 松浦仁美        |
| 19   | Negentropy                                               | 谷村大四郎 | 新留俊哉   | 筑紫大介   | 小谷杏子        |
| 20   | Shaman's District                                        | 小中千昭   | 山田勝久   | 下司泰弘   | 石井明治        |
| 21   | Stochastic Resonance                                     | 小中千昭   | 新留俊哉   | 新留俊哉   | 中村光宣        |
| 22   | Passage                                                  | 小中千昭   | 中村隆太郎 | 中村隆太郎 | 植田実 岡真理子 |

## 播放電視台
| 播放地區 | 播放電視台 | 播放日期                      | 播放時間（UTC+9）                                                      | 播放系列   | 備註                         |
| -------- | ---------- | ----------------------------- | ---------------------------------------------------------------------- | ---------- | ---------------------------- |
| 日本全域 | WOWOW      | 2007年10月18日 - 2008年4月3日 | 星期四 23:30 - 24:00（1話 - 12話） 星期四 24:00 - 24:30（13話 - 22話） | BS技術放送 | 隔週星期一於Scramble頻道重播 |
| 埼玉縣   | 玉視       | 2008年10月2日 - 2009年2月26日 | 星期四 24:30 - 25:00                                                   | 獨立UHF局  | アニたま頻道                 |

## 漫畫版
| 冊數 | MAG Garden     | MAG Garden             | 東立出版社    | 東立出版社             |
| 冊數 | 發售日期       | ISBN                   | 發售日期      | ISBN                   |
| ---- | -------------- | ---------------------- | ------------- | ---------------------- |
| 1    | 2007年10月10日 | ISBN 978-4-86127-435-0 | 2008年4月14日 | ISBN 978-986-10-1419-7 |
| 2    | 2008年3月10日  | ISBN 978-4-86127-483-1 | 2008年8月13日 | ISBN 978-986-10-1420-3 |

## 外部連結
- （日語） 神靈狩／GHOST HOUND官方網站